# Höganäs AB
Höganäs AB ist ein schwedischer Hersteller von Metallpulvern. Die Ursprünge des Unternehmens liegen im Kohle- und Tonbergbau. Der Unternehmenssitz liegt im Ort Höganäs in der südschwedischen Provinz Skåne län.
Die Unternehmensgruppe ist weltweit mit Tochtergesellschaften vertreten. In Düsseldorf befindet sich der Sitz der deutschen Tochtergesellschaft Höganäs Germany GmbH.
Zwischen 1992 und 2013 wurden die Aktien der Gesellschaft an der Börse notiert. Nachdem die Unternehmen Foundation Asset Management und Lindéngruppen eine Übernahme vollzogen hatten, fand 2013 ein Delisting statt. Vor dem Börsengang 1992 war Höganäs bereits bis zu einer Komplettübernahme durch den schwedischen Industriellen Ulf G. Lindén 1987 börsennotiert.
Die abgebildete Aktie des Steinkohlenbergwerks König Gustaf IV. Adolph über 3.000 Riksdaler Specie, ausgegeben am 19. August 1805, im Original unterschrieben von den Gründern Eric Ruuth, William Chalmers, Anders und seinem Bruder Carl von Wahrendorff. Die Vignette der Aktie wurde von Jacob Axel Gillberg entworfen und von Martin Rudolf Heland als Aquatinta-Grafik ausgeführt.

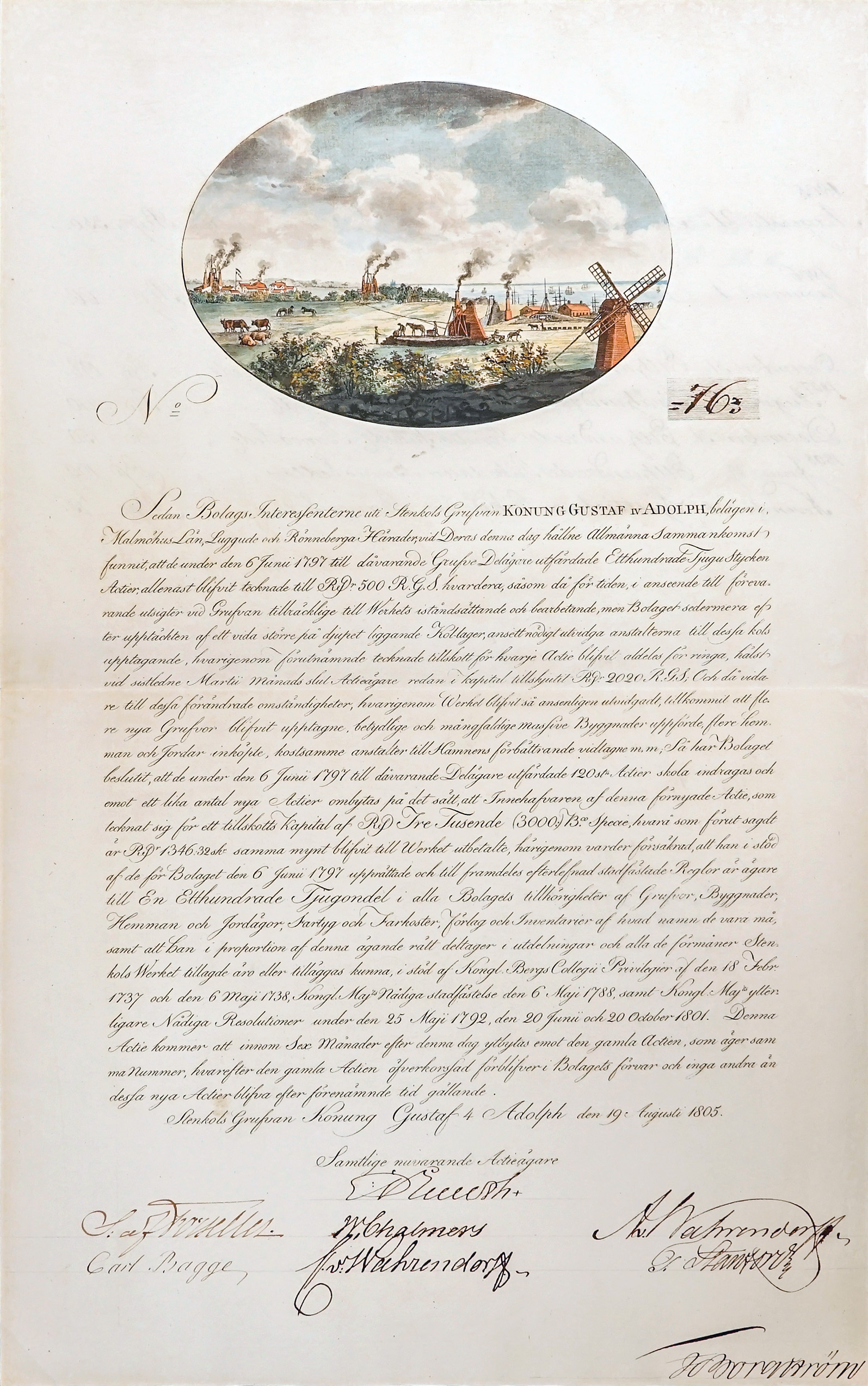
Aktie vom 19. August 1805